# Семь пар нечистых
«Семь пар нечистых» — российский драматический военный фильм в жанре приключенческого боевика, поставленный режиссёром Кириллом Белевичем по повести Вениамина Каверина «Семь пар нечистых» (1962).
Премьера фильма в России состоялась 6 декабря 2018 года. Телевизионная премьера фильма состоялась 21 июня 2019 года на НТВ.
Лауреат приза «Лучший телевизионный художественный фильм» конкурса «ТЭФИ-Летопись Победы» (2020).

## Сюжет
1941 год. Бунт в открытом море — это всегда страшно. Ненависть заключённых и охранников друг к другу копится десятилетиями. Эта ненависть переполняет людей. Бунт заключённых на корабле страшен вдвойне. Слишком много ненависти на ограниченном пространстве. Но всё меняется, когда появляется общий враг.

## В ролях
- Юрий Борисов — Сбоев
- Марина Ворожищева — Нина Андреевна Маркелова, военврач
- Василий Мищенко — Миронов
- Тимофей Трибунцев — Аламасов
- Михаил Евланов — Губин
- Микаэл Джанибекян — Мика, судовой кок
- Константин Спиркин — «Чума»
- Вадим Утенков — «Штопор»
- Максим Браматкин — «Бобёр»
- Бесо Гатаев — Бесо
- Станислав Курач — Григорий Антонов, старший лейтенант госбезопасности

## Съёмочная группа
- Режиссёр-постановщик — Кирилл Белевич при участии Юрия Ильина
- Авторы сценария — Михаил Беленький, Юрий Беленький, Сергей Калужанов
- Продюсеры — Вадим Абдрашитов и Дмитрий Потёмкин
- Оператор-постановщик — Андрей Найденов, R.G.C.
- Композитор — Дмитрий Даньков

## Прокат
По данным журнала Бюллетень Кинопрокатчика, фильм собрал в российском прокате 1 374 196 рублей.